# Бусо
Бусо (итал. Busso) је насеље у Италији у округу Кампобасо, региону Молизе.
Према процени из 2011. у насељу је живело 1066 становника. Насеље се налази на надморској висини од 728 м.

## Становништво
| 1936. | 1951. | 1961. | 1971. | 1981. | 1991. | 2001. | 2011. |
| ----- | ----- | ----- | ----- | ----- | ----- | ----- | ----- |
| 2.500 | 2.684 | 2.090 | 1.484 | 1.465 | 1.487 | 1.412 | 1.367 |